# Personal im KZ Auschwitz
Das Personal im KZ Auschwitz, meist Lager-SS oder Totenkopf-SS genannt, wurde zwischen Mai 1940 und Januar 1945 in den verschiedenen nationalsozialistischen Auschwitz-Konzentrationslagern zur Bewachung und Organisation des Lagerbetriebs von der Inspektion der Konzentrationslager (IKL) eingesetzt. Das Lagerpersonal beging dort Morde, Verbrechen gegen die Menschlichkeit, zum Teil Kriegsverbrechen und andere kriminelle Handlungen. Dazu gehörten in kleiner Zahl auch Personen, die nicht den SS-Totenkopfverbänden angehörten. Die personellen Strukturen waren einheitlich für alle Konzentrationslager durch die IKL vorgegeben.

## Das Lagerpersonal
Insgesamt waren im Zeitraum der Einrichtung des KZ Auschwitz im Mai 1940 bis zu dessen Auflösung im Januar 1945 fast 10.000 Angehörige der Lager-SS bei den Wachmannschaften außerhalb des Lagers oder als Aufseher direkt im Lagerbereich eingesetzt. Das Instytut Pamięci Narodowej (IPN), das staatliche polnische Institut für Nationales Gedenken, erarbeitete aus den erhaltenen schriftlichen Quellen eine Datenbank, die 9686 SS-Männer im KZ Auschwitz verzeichnet. Im Januar 2017 wurde der Zugang zur Datenbank im Internet freigeschaltet. Die Einträge lassen sich u. a. nach Namen durchsuchen.
Aufgrund stetiger Versetzungen kam es zu einer hohen Personalfluktuation, durchschnittlich verrichteten 3000 bis 4000 SS-Angehörige im Lagerkomplex Auschwitz ihren „Dienst“. Die höchste Anzahl von Angehörigen der Lager-SS wurde im Zuge der Evakuierung des Lagers im Januar 1945 mit 4481 Personen erreicht, als die Todesmärsche von KZ-Häftlingen begannen.
Angehörige der Lager-SS erhielten u. a. durch Umzugsbeihilfen erhebliche Vergünstigungen. Das Lagerpersonal war u. a. mit Familien teils in Unterkünften im Stammlager des KZ Auschwitz untergebracht, aber auch in Wohnhäusern nahe dem Lagerareal, die zuvor von der örtlichen polnischen Bevölkerung konfisziert worden waren. Im Zuge des Ausbaus des Lagerkomplexes war 1941 auch eine eigene SS-Siedlung geplant. Zur „Ablenkung“ vom Lageralltag wurden den Angehörigen der Lager-SS u. a. kulturelle Veranstaltungen, wie z. B. Kameradschaftsabende angeboten.

## Organisatorische Gliederung des KZ-Komplexes Auschwitz
Der KZ-Komplex Auschwitz umfasste zeitweise drei eigenständige Konzentrationslager und 47 Außenlager. Die unterschiedlich benannten Neben- oder Außenlager waren dabei entweder dem KZ Auschwitz I oder dem KZ Monowitz (Auschwitz III) zugeordnet.
- Das KZ Auschwitz I (Stammlager) war ab Mai 1940 das erste Konzentrationslager am Ort und diente dann als Verwaltungszentrum für den gesamten Lagerkomplex.
- Das KZ Auschwitz II (Birkenau) wurde im Jahr 1941 errichtet und war von November 1943 bis November 1944 eine relativ eigenständige Einheit, wurde aber danach wieder mit dem Stammlager in einer Verwaltungseinheit zusammengefasst.
- Das KZ Auschwitz III (Monowitz) war von November 1943 bis Januar 1945 ein eigenständiges Stammlager.

In zeitlicher Hinsicht kann die Organisation des KZ-Komplexes Auschwitz in drei Phasen unterteilt werden:
- Mai 1940 bis Oktober 1943 (Phase der schnellen Ausweitung)
- November 1943 bis November 1944 (verwaltungsmäßige Differenzierung)
- Ende November 1944 bis Januar 1945 (Endphase)

### Standortälteste
Als Standortälteste der SS (siehe auch Interessengebiet des KZ Auschwitz)  fungierten:
| Name und primäre Funktion                                                                                                 | Funktionszeitraum als Standortältester in Auschwitz |
| --- | --------------------------------------------------- |
| Rudolf Höß, Kommandant des KZ Auschwitz                                                                                   | Mai 1940 bis November 1943                          |
| Arthur Liebehenschel, Kommandant des KZ Auschwitz I (Stammlager)                                                          | November 1943 bis Mai 1944                          |
| Rudolf Höß, Chef des Amtes D I im WVHA                                                                                    | Mai bis Juli 1944                                   |
| Richard Baer, Kommandant des KZ Auschwitz I (Stammlager), zusätzlich ab Ende November 1944 des KZ Auschwitz II (Birkenau) | Juli 1944 bis Januar 1945                           |

Die beiden ersten Standortältesten bekleideten diese Funktion jeweils zusätzlich zu ihrer Tätigkeit als Kommandanten des Stammlagers. Im Mai 1944 ordnete Oswald Pohl als Leiter des SS-Wirtschafts- und Verwaltungshauptamtes (WVHA) einen Wechsel der im KZ-Komplex Auschwitz eingesetzten Lagerkommandanten an und ernannte gleichzeitig den inzwischen zum Abteilungsleiter im WVHA aufgestiegenen Rudolf Höß zum Standortältesten. In dieser Funktion organisierte er die sogenannte "Ungarn-Aktion", den Massenmord an den ungarischen Juden, daneben war er mit der Einarbeitung der damals gerade neu eingesetzten Lagerkommandanten Richard Baer (für das Stammlager) und Josef Kramer (für das KZ Auschwitz-Birkenau) befasst. Nachdem Höß den KZ-Komplex Auschwitz im Juli 1944 verlassen hatte, übernahm Baer auch die Funktion des Standortältesten.

### Abteilungsstruktur
Wie in den übrigen deutschen Konzentrationslagern gab es auch in den Lagern von Auschwitz im Wesentlichen fünf Abteilungen, die unterschiedliche lagerbezogene Aufgaben wahrnahmen. Die strikte Hierarchie ermöglichte Ausbildung, Aufstieg der Tätergruppe innerhalb des Systems und teilweise in Konkurrenz zueinander. Die Einteilung der jeweiligen Abteilungen richtete sich nach der Größe der KZ.

#### Abteilung I: Kommandanturen
Der jeweilige Leiter der Abteilung I war innerhalb des Konzentrationslagers die oberste Instanz. Als jeweiliger Lagerkommandant war er Befehlshaber der Wachmannschaften und des anderen von der SS eingesetzten Personals.
Neben seiner Befehlsgewalt gab es aber immer auch Befehlsstrukturen der Inspektion der Konzentrationslager, die für eine Einbindung des Lagerbetriebs und -personals in das Gesamtsystem der Ausbeutung der KZ-Häftlinge und deren Ermordung sorgten. Der Kommandantur war u. a. auch die Postzensurstelle zugeordnet. In den KZ-Außenlagern gab es keinen Kommandanten, sondern einen dem Kommandanten des Stammlagers (also KZ Auschwitz I bzw. KZ Auschwitz III) untergeordneten „Lagerführer“.

##### Mai 1940 bis November 1943
| Name               | Funktion        | Einsatzort   | Zeitraum                              |
| ------------------ | --------------- | ------------ | ------------------------------------- |
| Rudolf Höß         | Lagerkommandant | KZ Auschwitz | 4. Mai 1940 bis 11. November 1943     |
| Josef Kramer       | Adjutant        | KZ Auschwitz | 14. Mai bis 30. Oktober 1940          |
| Erich Frommhagen   | Adjutant        | KZ Auschwitz | 1. November 1940 bis 1. November 1941 |
| Edmund Bräuning    | Adjutant        | KZ Auschwitz | 1. November 1941 bis 20. Juni 1942    |
| Hanns Lanzius      | Adjutant        | KZ Auschwitz | 20. Juni bis 31. August 1942          |
| Robert Mulka       | Adjutant        | KZ Auschwitz | 31. August 1942 bis 30. März 1943     |
| Ludwig Baumgartner | Adjutant        | KZ Auschwitz | 2. April bis 22. November 1943        |

Im November 1943 teilte das SS-Wirtschafts- und Verwaltungshauptamt (WVHA) die zentrale Kommandantur der Konzentrationslager von Auschwitz auf. In diesem Zuge wurde Höß im November 1943 ins WVHA nach Berlin versetzt.

##### November 1943 bis Januar 1945 – KZ Auschwitz I (Stammlager)
| Name                 | Funktion        | Einsatzort                                                                                       | Zeitraum                           |
| -------------------- | --------------- | ------------------------------------------------------------------------------------------------ | ---------------------------------- |
| Arthur Liebehenschel | Lagerkommandant | KZ Auschwitz I (Stammlager)                                                                      | 11. November 1943 bis 15. Mai 1944 |
| Richard Baer         | Lagerkommandant | KZ Auschwitz I (Stammlager), zusätzlich ab Ende November 1944 KZ Auschwitz II (Birkenau)         | Mai 1944 bis Januar 1945           |
| Viktor Zoller        | Adjutant        | KZ Auschwitz I (Stammlager)                                                                      | 22. November 1943 bis 25. Mai 1944 |
| Karl Höcker          | Adjutant        | KZ Auschwitz I (Stammlager) – „Generalbevollmächtigter für die Umsiedlung der ungarischen Juden“ | 25. Mai 1944 bis 18. Januar 1945   |
| Franz Xaver Kraus    | Verbindungsbüro | KZ Auschwitz I (Stammlager)                                                                      | Dezember 1944 bis Januar 1945      |

##### November 1943 bis November 1944 – KZ Auschwitz II (Birkenau)
| Name                   | Funktion        | Einsatzort                 | Zeitraum                                |
| ---------------------- | --------------- | -------------------------- | --------------------------------------- |
| Friedrich Hartjenstein | Lagerkommandant | KZ Auschwitz II (Birkenau) | November 1943 bis Mai 1944              |
| Josef Kramer           | Lagerkommandant | KZ Auschwitz II (Birkenau) | Mai bis November 1944                   |
| Johannes Schindler     | Adjutant        | KZ Auschwitz II (Birkenau) | 22. November 1943 bis 25. November 1944 |

##### November 1943 bis Januar 1945 – KZ Auschwitz III (Monowitz)
| Name             | Funktion        | Einsatzort                  | Zeitraum                         |
| ---------------- | --------------- | --------------------------- | -------------------------------- |
| Heinrich Schwarz | Lagerkommandant | KZ Auschwitz III (Monowitz) | November 1943 bis Januar 1945    |
| Rudolf Orlich    | Adjutant        | KZ Auschwitz III (Monowitz) | 1. Juni 1944 bis 18. Januar 1945 |

#### Abteilung II: Politische Abteilung (Lager-Gestapo)
Diese berüchtigte Abteilung II (Politische Abteilung) konnte ziemlich eigenständig arbeiten. Sie entschied über Einweisung, Verlegung, Entlassung, Bestrafungen und Exekutionen der Gefangenen. Leiter war immer ein Angehöriger des SS-Sicherheitsdienstes oder ein Beamter der Gestapo oder Kriminalpolizei. Seine Stellung in der Lagerhierarchie war ambivalent, da er einerseits den disziplinarischen und administrativen Anordnungen des Lagerkommandanten Folge zu leisten hatte, andererseits aber in der Ausübung seiner Dienstpflichten nur seinen übergeordneten Dienststellen der Gestapo unterstellt war. Seine wesentlichen Aufgaben umfassten die Bekämpfung der Lagerwiderstandsbewegung, die Verhinderung von Fluchten und Kontakten zur Außenwelt, das Anfertigen und Verwalten von Häftlingskarteien sowie die Korrespondenz mit der Gestapo, Kriminalpolizei und dem Reichssicherheitshauptamt (RSHA).
| Name               | Funktion                    | Einsatzort   | Zeitraum                             |
| ------------------ | --------------------------- | ------------ | ------------------------------------ |
| Maximilian Grabner | Leiter Politische Abteilung | KZ Auschwitz | Juni 1940 bis 1. Dezember 1943       |
| Hans Schurz        | Leiter Politische Abteilung | KZ Auschwitz | 1. Dezember 1943 bis 18. Januar 1945 |

Weiteres Personal der Politischen Abteilung im KZ Auschwitz: Wilhelm Boger, Pery Broad, Klaus Dylewski, Hans Stark, Johann Schoberth, Rudolf Mildner, Josef Erber, Bernhard Kristan, Wilhelm Claussen, Anton Brose, Helmut Lange, Helmut Westphal, Otto Clauss, Johann Taute, Bernhard Walter, Ernst Hofmann, Gerhard Lachmann, Ludwig Pach, Wilhelm Witowski,

#### Abteilung III: Schutzhaftlagerführung
Der Leiter der Schutzhaftlagerführung war gleichzeitig Stellvertreter des Kommandanten. Er führte in der Regel den amtlichen Schriftverkehr mit über- und untergeordneten Dienststellen. Ihm unterstanden Rapportführer, Blockführer und Kommandoführer. Sie bewachten innerhalb des Lagers und in den Außenkommandos und Nebenlager die Zwangsarbeiten. Sie hatten Befehlsgewalt über Funktionshäftlinge und Häftlinge. Bei den Funktionshäftlingen wurde das System von Aufstieg, gestaffelter Macht und Konkurrenz konsequent weitergeführt.
Ab Juni 1940 bis Januar 1945 – KZ Auschwitz
| Name                         | Funktion                          | Einsatzort                                                                                      | Zeitraum |
| ---------------------------- | --------------------------------- | ----------------------------------------------------------------------------------------------- | --- |
| Karl Fritzsch                | Schutzhaftlagerführer             | KZ Auschwitz                                                                                    | 14. Juni 1940 bis 1. Februar 1942 |
| Hans Aumeier                 | Schutzhaftlagerführer             | KZ Auschwitz                                                                                    | 1. Februar 1942 bis 16. August 1943 |
| Heinrich Schwarz             | Schutzhaftlagerführer             | KZ Auschwitz                                                                                    | 16. August bis 21. November 1943, von November 1941 bis August 1943 Arbeitskommandoführer                                                        |
| Franz Hofmann                | Schutzhaftlagerführer             | KZ Auschwitz I (Stammlager)                                                                     | 22. November 1943 bis Mai 1944 |
| Franz Hößler                 | Schutzhaftlagerführer             | KZ Auschwitz I (Stammlager)                                                                     | Juni 1944 bis Januar 1945, 1941 Rapportführer, von August 1943 bis Januar 1944 auch Schutzhaftlagerführer Frauenlager KZ Auschwitz II (Birkenau) |
| Franz Xaver Maier            | 2. Schutzhaftlagerführer          | KZ Auschwitz                                                                                    | 14. Juni 1940 bis November 1941 |
| Fritz Seidler                | 2. Schutzhaftlagerführer          | KZ Auschwitz                                                                                    | November 1941 bis Ende September 1942, zusätzlich bis März 1942 Lagerführer im Lagerabschnitt für sowjetische Kriegsgefangene                    |
| Franz Hofmann                | 2. Schutzhaftlagerführer          | KZ Auschwitz I (Stammlager)                                                                     | ? bis Oktober 1943 |
| Heinrich Josten              | 2. Schutzhaftlagerführer          | KZ Auschwitz I (Stammlager)                                                                     | Oktober 1943 bis 18. Januar 1945 |
| Paul Heinrich Theodor Müller | Schutzhaftlagerführer             | KZ Auschwitz II (Birkenau) – Frauenlager                                                        | Juli 1942 bis August 1943 |
| Johanna Langefeld            | Oberaufseherin                    | KZ Auschwitz – Frauenlager                                                                      | März bis Oktober 1942 |
| Maria Mandl                  | Oberaufseherin                    | KZ Auschwitz II (Birkenau) – Frauenlager, auch Arbeitsdienstführerin KZ Auschwitz II (Birkenau) | Oktober 1942 bis November 1944 |
| Elisabeth Volkenrath         | Oberaufseherin                    | KZ Auschwitz II (Birkenau) – Frauenlager                                                        | November 1944 bis Januar 1945 |
| Johann Schwarzhuber          | Schutzhaftlagerführer Männerlager | KZ Auschwitz II (Birkenau)                                                                      | 14. März 1942 bis September 1944 |
| Vinzenz Schöttl              | Schutzhaftlagerführer             | KZ Auschwitz III (Monowitz)                                                                     | Juli 1942 bis Januar 1945 |

Weiteres Personal der Abteilung Schutzhaftlagerführung im KZ Auschwitz: Stefan Baretzki, Gerhard Palitzsch, Ludwig Plagge, Oswald Kaduk, Bruno Schlage, Therese Brandl, Hildegard Lächert, Johanna Bormann, Margot Drechsel, Irma Grese, Emma Zimmer, Luise Danz, Alice Orlowski, Bernhard Rakers

#### Abteilung IIIa: Arbeitseinsatz
Diese Abteilung war zunächst der Abteilung III Schutzhaftlager zugeteilt. Erst ab Mitte April 1942 wurde diese Abteilung eigenständig durch einen Schutzhaftlagerführer E, den Arbeitseinsatzführer, geleitet. In dieser Abteilung wurden der Häftlingsarbeitseinsatz koordiniert und verwaltet. Dem Arbeitseinsatzführer waren die Arbeitsdienstführer unterstellt. Im KZ Auschwitz-Birkenau und dem KZ Auschwitz-Monowitz gab es keine eigenständige Abteilung IIIa. Die dortigen Arbeitsdienstführer waren dem Schutzhaftlagerführer E im Stammlager unterstellt.
| Name             | Funktion                | Einsatzort   | Zeitraum                    |
| ---------------- | ----------------------- | ------------ | --------------------------- |
| Jakob Fries      | Arbeitsdienstführer     | KZ Auschwitz | Mai 1942 bis Dezember 1943  |
| Heinrich Schwarz | Schutzhaftlagerführer E | KZ Auschwitz | April 1942 bis August 1943  |
| Max Sell         | Schutzhaftlagerführer E | KZ Auschwitz | August 1943 bis Januar 1945 |

#### Abteilung IV: Verwaltung (SS-Standortverwaltung)
An der Spitze stand der SS-Verwaltungsführer. Abteilung IV regelte die Versorgung mit Kleidung und Lebensmitteln. Das beschlagnahmte Eigentum der Häftlinge wurde hier verwaltet.
| Name           | Funktion          | Einsatzort   | Zeitraum                          |
| -------------- | ----------------- | ------------ | --------------------------------- |
| Max Meyr       | Verwaltungsführer | KZ Auschwitz | 1. Juni bis 1. Oktober 1940       |
| Rudolf Wagner  | Verwaltungsführer | KZ Auschwitz | 1. Oktober 1940 bis 15. Juli 1942 |
| Wilhelm Burger | Verwaltungsführer | KZ Auschwitz | Juli 1942 bis April 1943          |
| Karl Möckel    | Verwaltungsführer | KZ Auschwitz | April 1943 bis Januar 1945        |

Weiteres Personal der Abteilung Verwaltung im KZ Auschwitz: Arthur Breitwieser, Walter Dürrfeld

#### Abteilung V: Sanitätswesen (Standortarzt)
Zur Abteilung V (Sanitätswesen) gehörten die KZ-Ärzte und Pfleger des Krankenreviers. Ihre frühe Aufgabe war die Überwachung des Gesundheitszustandes der Häftlinge. In späteren Jahren entwickelte sich zunehmend die Einlieferung ins Krankenrevier als Todesurteil. Tötungen mittels Phenolinjektionen, teils tödliche medizinische Versuchsreihen, unnötige Operationen zu Übungszwecken wurden in den Baracken des Krankenreviers durchgeführt. Der Lager- und SS-Standortarzt stellte nach der Ermordung von Häftlingen nachträglich Totenscheine mit natürlicher Todesursache aus. Er veranlasste die unmittelbare Einäscherung der Toten, die anfangs in einem Krematorium außerhalb des Lagers durchgeführt wurde, erst in späteren Jahren im lagereigenen Krematorium. Für SS-Personal war der Lagerarzt auch gleichzeitig der örtliche Standortarzt.
| Name              | Funktion     | Einsatzort   | Zeitraum                              |
| ----------------- | ------------ | ------------ | ------------------------------------- |
| Max Popiersch     | Standortarzt | KZ Auschwitz | Juni 1940 bis Oktober 1941            |
| Oskar Dienstbach  | Standortarzt | KZ Auschwitz | 30. September 1941 bis 2. März 1942   |
| Siegfried Schwela | Standortarzt | KZ Auschwitz | 21. März bis 10. Mai 1942             |
| Franz von Bodmann | Standortarzt | KZ Auschwitz | Mai bis 16. August 1942               |
| Kurt Uhlenbroock  | Standortarzt | KZ Auschwitz | 17. August bis 1. September 1942      |
| Eduard Wirths     | Standortarzt | KZ Auschwitz | 1. September 1942 bis 18. Januar 1945 |

Weiteres Personal der Abteilung Sanitätswesen im KZ Auschwitz: Josef Klehr, Emil Hantl, Herbert Scherpe, Gerhard Neubert, Ferdinand Brauner, Eduard Jambor, Friedrich Ontl, Anton Wilhelmy, Martin Wilks

#### Abteilung VI: Kulturabteilung
Die Kulturabteilung war für die Truppenbetreuung zuständig. Schulungsabende und Filmvorführungen sollten die Weltanschauung des Lagerpersonals prägen.
| Name         | Funktion               | Einsatzort   | Zeitraum                    |
| ------------ | ---------------------- | ------------ | --------------------------- |
| Kurt Knittel | Leiter Kulturabteilung | KZ Auschwitz | Herbst 1941 bis Januar 1945 |

#### Abteilung VII: SS-Totenkopfsturmbann KL Auschwitz
Die Truppe bildete die eigentliche Wachmannschaft des KZ. Die Wachkompanie war für die Außensicherung des KZ verantwortlich, wurde teils auch im inneren KZ-Bereich eingesetzt. Im Stammlager des KZ Auschwitz I. waren die 1. – 4. SS-Totenkopfwachkompanie und 2 Stabseinheiten, in Auschwitz II (Birkenau) waren die 6. – 8. SS-Totenkopfwachkompanie und eine Stabseinheit sowie die Hundestaffel, in Auschwitz III (Monowitz) waren die 5. und die Buna SS-Totenkopfwachkompanie stationiert.
| Name                   | Funktion                    | Einsatzort   | Zeitraum                   |
| ---------------------- | --------------------------- | ------------ | -------------------------- |
| Max Gebhardt           | Standortkommandant          | KZ Auschwitz | bis 1942                   |
| Friedrich Hartjenstein | Standortkommandant          | KZ Auschwitz | 1942 bis November 1943     |
| Arthur Liebehenschel   | Standortältester            | KZ Auschwitz | November 1943 bis Mai 1944 |
| Rudolf Höß             | Standortältester            | KZ Auschwitz | Mai bis Juli 1944          |
| Richard Baer           | Standortältester            | KZ Auschwitz | Juli 1944 bis Januar 1945  |
| Alfred Schemmel        | Chef der 7. SS-Wachkompanie | KZ Auschwitz | Juli 1942 bis August 1944  |

### Zentralbauleitung der Waffen-SS und Polizei
| Name              | Funktion                    | Einsatzort                 | Zeitraum |
| ----------------- | --------------------------- | -------------------------- | --- |
| August Schlachter | Bauleiter                   | KZ Auschwitz               | Mai 1940 bis November 1941                                                                                            |
| Karl Bischoff     | Bauleiter                   | KZ Auschwitz               | Dezember 1941 bis Oktober 1943, Bischoff übernahm auch von Oktober bis November 1941 die Sonderbauleitung in Birkenau |
| Werner Jothann    | Bauleiter                   | KZ Auschwitz               | November 1943 bis Januar 1945, zuvor ab April 1943 stellvertretender Bauleiter                                        |
| Walter Dejaco     | stellvertretender Bauleiter | KZ Auschwitz               | 1943/44 |
| Josef Janisch     | Bauleiter                   | KZ Auschwitz II (Birkenau) | 1941– |
| Fritz Ertl        | Bauleiter                   | KZ Auschwitz II (Birkenau) | Mai 1940 bis Januar 1943, Leiter Hochbauabt., stellv. Leiter der Zentralbauleitung                                    |

### Leitung der Krematorien
| Name              | Funktion           | Einsatzort                               | Zeitraum                    |
| ----------------- | ------------------ | ---------------------------------------- | --------------------------- |
| Walter Quakernack | Leiter Krematorien | KZ Auschwitz I (Stammlager) KZ Auschwitz | ab 1941                     |
| Peter Voss        | Leiter Krematorien | KZ Auschwitz II (Birkenau) KZ Auschwitz  | Mitte 1943 bis Mai 1944     |
| Otto Moll         | Leiter Krematorien | KZ Auschwitz II (Birkenau) KZ Auschwitz  | Mai bis September 1944      |
| Erich Mußfeldt    | Leiter Krematorien | KZ Auschwitz II (Birkenau) KZ Auschwitz  | August 1944 bis Januar 1945 |

### Landwirtschaftliche Betriebe
| Name           | Funktion                                 | Einsatzort            | Zeitraum                  |
| -------------- | ---------------------------------------- | --------------------- | ------------------------- |
| Joachim Caesar | Leiter der landwirtschaftlichen Betriebe | KZ Auschwitz (Rajsko) | März 1942 bis Januar 1945 |

#### Standortveterinär
| Name             | Funktion          | Einsatzort                      | Zeitraum                            |
| ---------------- | ----------------- | ------------------------------- | ----------------------------------- |
| Armand Lagermann | Standortveterinär | Landwirtschaft des KZ Auschwitz | Mitte Juni 1940 bis 2. März 1943    |
| Friedrich Turek  | Standortveterinär | Landwirtschaft des KZ Auschwitz | März 1943 bis 15. August 1944       |
| Ludwig Boehne    | Standortveterinär | Landwirtschaft des KZ Auschwitz | 15. August 1944 bis 18. Januar 1945 |

### SS-Ärzte und Mediziner
| Name                | Funktion | Einsatzort                                                                         | Zeitraum                          |
| ------------------- | --- | ---------------------------------------------------------------------------------- | --------------------------------- |
| Friedrich Entress   | Lagerarzt | Auschwitz III (Monowitz)                                                           | Dezember 1941 bis Oktober 1943    |
| Fritz Klein         | Lagerarzt | Auschwitz II (Birkenau) Frauenlager, Zigeunerlager, Theresienstädter Familienlager | Dezember 1943 bis Dezember 1944   |
| Horst Fischer       | Lagerarzt | KZ Auschwitz und Auschwitz III (Monowitz)                                          | November 1942 bis Januar 1945     |
| Heinz Thilo         | Lagerarzt | KZ Auschwitz und Auschwitz II (Birkenau)                                           | Juli 1942 bis Oktober 1944        |
| Bruno Kitt          | Lagerarzt | Auschwitz II (Birkenau), u. a. Chefarzt des Frauenhäftlingskrankenbaus             | Juni 1942 bis Januar 1945         |
| Erwin von Helmersen | Lagerarzt | KZ Auschwitz                                                                       | August bis Dezember 1943          |
| Werner Rohde        | Lagerarzt | KZ Auschwitz                                                                       | 1942 bis 1944                     |
| Hellmuth Vetter     | Lagerarzt | KZ Auschwitz                                                                       | Oktober 1942 bis 1944             |
| Georg Franz Meyer   | Lagerarzt | KZ Auschwitz                                                                       | 1942 bis 1943                     |
| Horst Schumann      | Lagerarzt – Leiter der Röntgenkastration                                                                              | KZ Auschwitz                                                                       | Herbst 1942 bis Sommer 1944       |
| Victor Capesius     | Lagerapotheker | KZ Auschwitz                                                                       | Februar 1944 bis Januar 1945      |
| Adolf Krömer        | Lagerapotheker | KZ Auschwitz                                                                       | bis Februar 1944                  |
| Johann Paul Kremer  | Lagerarzt | KZ Auschwitz                                                                       | August bis November 1942          |
| Willy Frank         | zunächst 2. Zahnarzt, dann leitender Zahnarzt                                                                         | KZ Auschwitz                                                                       | Februar 1943 bis August 1944      |
| Elimar Precht       | leitender Zahnarzt | KZ Auschwitz                                                                       | Juli 1944 bis Januar 1945         |
| Willi Schatz        | 2. Zahnarzt | KZ Auschwitz                                                                       | Januar bis Herbst 1944            |
| Erich Sautter       | Lagerarzt – zahnärztliche Station des SS-Reviers                                                                      | KZ Auschwitz                                                                       | bis Oktober 1942                  |
| Josef Mengele       | Lagerarzt Zigeunerlager, Häftlingskrankenbau des Männerlagers, SS-Lazarett, pseudomedizinische Versuche an Häftlingen | Auschwitz II (Birkenau)                                                            | Mai 1943 bis Januar 1945          |
| Carl Clauberg       | Gynäkologe, grausame Sterilisationsversuche an weiblichen Häftlingen                                                  | KZ Auschwitz                                                                       | Dezember 1942 bis Januar 1945     |
| Bruno Weber         | Bakteriologe, Leiter des Waffen-SS Instituts für Hygiene                                                              | KZ Auschwitz (Rajsko)                                                              | Mai 1943 bis Januar 1945          |
| Hans Münch          | Bakteriologe am Waffen-SS Institut für Hygiene                                                                        | KZ Auschwitz (Rajsko)                                                              | Juni 1943 bis Januar 1945         |
| Hans Delmotte       | Arzt am Waffen-SS Institut für Hygiene                                                                                | KZ Auschwitz (Rajsko)                                                              |                                   |
| Hans Wilhelm König  | Lagerarzt | KZ Auschwitz                                                                       | 1942 bis 1944                     |
| Franz Lucas         | Lagerarzt | Auschwitz I (Stammlager) und Auschwitz II (Birkenau)                               | Dezember 1943 bis Spätsommer 1944 |
| Heinrich Plaza      | Pathologe | KZ Auschwitz                                                                       |                                   |
| Alfred Trzebinski   | Lagerarzt | KZ Auschwitz                                                                       | Juli 1941 bis Oktober 1941        |
| Emil Kaschub        | Arzt der Wehrmacht | Auschwitz I (Stammlager), Phlegmone-, Gelbfieber- und Brandwundenversuche          | August bis Oktober 1944           |

## Die Nachkriegsprozesse
Der größte Teil der Wachmannschaft waren Angehörige der SS-Totenkopfverbände. Gegen sie, sowie gegen die SS-Führer und gegen sonstiges Lagerpersonal, insbesondere die Lagerärzte aber auch einige Funktionshäftlinge, gab es in der Nachkriegszeit eine Reihe von Gerichtsverfahren in der Tschechoslowakei, in Österreich und Polen, in den Niederlanden, in Israel, in der DDR und in Deutschland. In Deutschland fanden folgende Prozesse statt, die anfangs noch von den Militärgerichten der Alliierten geführt wurden:
- 1945: Bergen-Belsen-Prozess

Der erste Bergen-Belsen-Prozess vor einem britischen Militärgericht in Lüneburg gegen die SS-Führer des KZ Bergen-Belsen vom 17. September bis 17. November 1945 betraf auch im KZ Auschwitz begangene Verbrechen. Da ein Teil der Angeklagten zuvor im KZ Auschwitz tätig gewesen war, wurde bei diesen die Anklage neben der Verhandlung der Verbrechen in Bergen-Belsen auch auf die Verbrechen im KZ Auschwitz ausgedehnt. Daher kann dieser Prozess auch als ein erster Auschwitz-Prozess bezeichnet werden.
- In den Nürnberger Prozessen wurden unter anderem die sogenannten Auschwitz-Protokolle (Vrba-Wetzler-Bericht) vorgelegt.
- 1947: Der Höß-Prozess (11.–29. März 1947) in Warschau gegen den ehemaligen SS-Kommandanten Rudolf Höß vor dem Nationalen obersten Gericht (pl. NTN)
- 1947: Krakauer Auschwitzprozess
- 1947–1948: I.G.-Farben-Prozess
- 1961: Eichmann-Prozess, Jerusalem (Eichmann war jedoch kein Mitglied des SS-Lagerpersonals von Auschwitz)
- 1963–1968: Sechs deutsche Verfahren, die Frankfurter Auschwitzprozesse (1963/1965 der 1. und 1965/1966 der 2. Auschwitzprozess sowie 4 Nachfolgeprozesse in den 1970er-Jahren)
- 1948–1959: Österreichische Verfahren, Volksgericht

Später:
- 2015: Prozess in Lüneburg gegen Oskar Gröning, dem sogenannten „Buchhalter von Auschwitz“. (Seit dem Prozess gegen John Demjanjuk im Jahr 2011 war es zu einer juristischen Neubewertung von Beihilfe zum Massenmord gekommen.)
- 2016: Prozess vor dem Landgericht Detmold gegen den ehemaligen SS-Wachmann Reinhold Hanning (da von Hannings Verteidiger Revision gegen das gefällte Urteil eingelegt worden war, zog Hannings Tod 2017 die Einstellung des Strafverfahrens nach sich, sodass das Urteil nicht rechtskräftig wurde)